# スコット・モイア
スコット・モイア（英語: Scott Moir、1987年9月2日 - ）は、カナダオンタリオ州出身の男性元フィギュアスケート（アイスダンス）選手。
主な戦績は、2010年バンクーバーオリンピック金メダリスト。2014年ソチオリンピック銀メダリスト。2018年平昌オリンピック金メダリスト。2010年・2012年・2017年世界選手権優勝。2014年ソチオリンピック団体戦 銀メダル。2018年平昌オリンピック団体戦 金メダル。
パートナーはテッサ・ヴァーチュ。

## 経歴

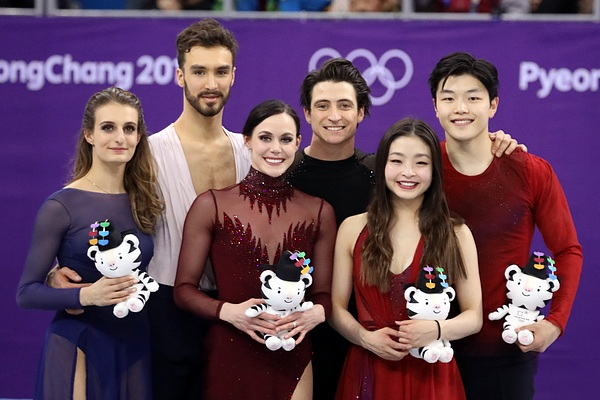
平昌オリンピック

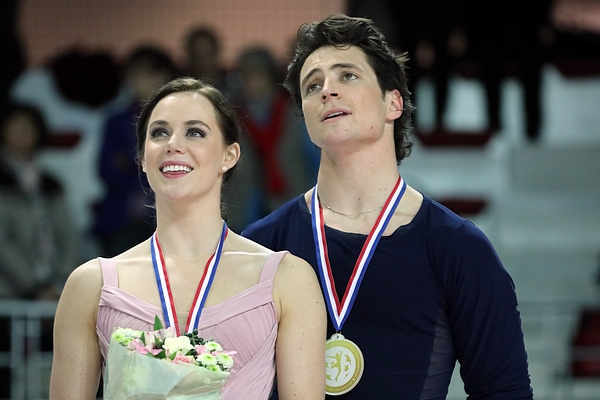
2016/2017 ISUグランプリファイナル

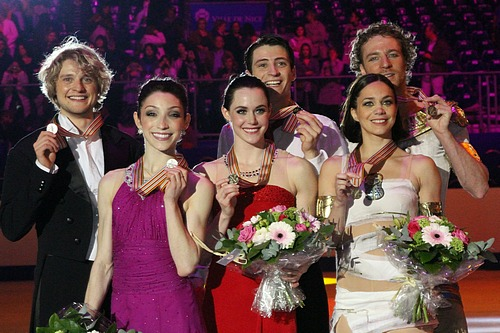
2012年世界フィギュアスケート選手権

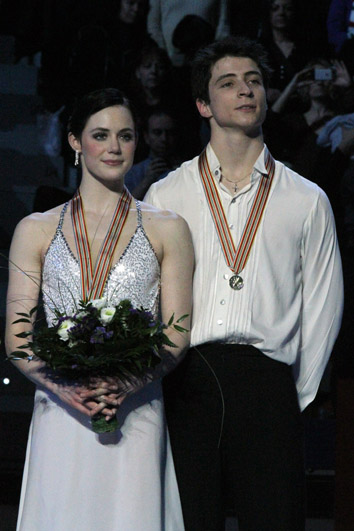
2010年世界フィギュアスケート選手権

オンタリオ州のロンドンに生まれ4歳でスケートを始めた。1997年にテッサ・ヴァーチュとカップルを結成しアイスダンスで活動を開始。2003-2004シーズンよりジュニアグランプリシリーズに参戦し、2005-2006シーズンにはジュニアグランプリシリーズで3大会連続優勝を飾り、同シーズンの世界ジュニア選手権でも優勝を果たした。
2006-2007シーズンよりシニアのグランプリシリーズに参戦。カナダ選手権で2位となり、初出場の2007世界選手権では6位となった。翌2007-2008シーズン、地元カナダで開催されたスケートカナダでグランプリシリーズ初優勝を飾る。2戦目のNHK杯では2位となり、初のグランプリファイナル出場を決めた。グランプリファイナルではODとFDともに4位、総合4位に終わったが、カナダ選手権と四大陸選手権では初優勝を飾った。世界選手権では2位となり、世界選手権で初めてのメダルを獲得した。
2008-2009シーズン、ヴァーチュのケガによりスケートカナダとNHK杯を欠場。復帰を果たしたカナダ選手権で2連覇を果たし、四大陸選手権では銀メダルを獲得した。世界選手権で3位となり、世界選手権で2つ目のメダルを獲得した。
2009-2010シーズン、エリック・ボンパール杯とスケートカナダで優勝、グランプリファイナルでは2位に終わった。カナダ選手権で3連覇を果たし、初めてのオリンピックとなるバンクーバーオリンピックでは地元の大声援に応え、CD2位、OD1位、FD1位となり、北米のカップルとしては初めて、そしてアイスダンス史上最年少のオリンピックチャンピオンに輝いた。世界選手権ではODで史上初の70点台を記録するなどして初優勝。3年連続の世界選手権のメダルを獲得した。
2010-2011シーズン、ヴァーチュのコンパートメント症候群の2度目の手術のためにグランプリシリーズを欠場、また、完璧な状態での演技ができないという理由からカナダ選手権も欠場した。四大陸選手権で復帰し、初めて滑ったSDで69.40というハイスコアを叩き出し1位となった。FDでは1つ目のリフトの後に、違和感を覚えたため大事をとって途中棄権をした。世界選手権ではSDで全選手中トップのスコアを出して1位に立った。フルバージョンを初披露となったFDでは、総合2位となり、4年連続の世界選手権のメダルを獲得した。
2011-2012シーズン、初戦のフィンランディア杯で優勝。グランプリシリーズはスケートカナダとエリック・ボンパール杯でいずれも優勝し、グランプリファイナルでは、SD2位、FD2位、総合2位だったが、その後ISUジャッジングシステムの演算プログラムにミスが見つかり、FDのスコアに0.5点加算された結果、FDの順位が1位に訂正されたが、総合順位は2位のまま変わらなかった。年明け後のカナダ選手権では通算4度目の優勝を飾った。四大陸選手権でも2010年世界選手権以来2年振りにメリル・デイヴィス/チャーリー・ホワイト組を上回って優勝した。世界選手権ではSD、FDともに安定した演技で2年ぶり2回目の優勝を果たした。
2012-2013シーズン、フィンランディア杯にエントリーしていたが、首の肉離れにより欠場。グランプリシリーズではいずれも優勝し、グランプリファイナルでは3度目の2位。カナダ選手権では5度目の優勝。四大陸選手権のSDでは首位に立つものの、FDの途中でヴァーチュが足を攣り演技を中断。その後演技を再開し滑り切り2位だった。
2013-2014シーズン、フィンランディア杯で2度目の優勝。グランプリシリーズでは2連勝。グランプリファイナルではSD、FD共に自己ベストを出すも3年連続で2位。ソチオリンピックの団体戦ではSD、FDの両方に出場し銀メダルを獲得。個人戦ではSD2位、FDでも2位で銀メダルを獲得。
2014-2015シーズンの試合は全て欠場。続く2015-2016シーズンの試合も欠場した。2016年2月20日、現役復帰を発表した。2003年から師事したマリナ・ズエワの元から離れ、コーチをマリー＝フランス・デュブレイユ/パトリス・ローゾン組に変更した。
2016-2017シーズン、3季ぶりに復帰し、スケートカナダオータムクラシックで優勝、グランプリシリーズでは2連勝。グランプリファイナルではSDで世界歴代最高点を更新しトップに立ち、FDでも首位をキープし、総合点でも歴代最高得点を更新、国際主要大会で唯一、手に入れてなかった同大会のタイトルを獲得した。カナダ選手権では、通算7度目の優勝を果たし、4季ぶりの出場となった四大陸選手権では、SD、FD共に首位に立ち、5年ぶりに3度目の優勝を飾った。世界選手権ではSDで歴代最高得点を更新し1位。FDでは、サーキュラーステップシークエンスで躓くミスをするも、総合1位で5年ぶり3度目の優勝を果たした。3度目の優勝は、オクサナ・グリシュク/エフゲニー・プラトフ組以来で、21世紀に入ってから初めてである。
2017-2018シーズン、グランプリシリーズの2大会とも優勝して迎えたグランプリファイナルはガブリエラ・パパダキス/ギヨーム・シゼロン組に敗れ2位。カナダ選手権では8度目の優勝を果たし、3大会連続の五輪代表に選出された。団体戦ではSD・FDともに首位と安定した動きでカナダの団体初金メダルに貢献した。個人戦ではSDで自らの歴代最高得点を更新して首位と好スタートを切ると翌日のFDではパパダキス/シゼロン組が持つ総合の歴代最高得点を更新し、2大会ぶりの金メダルを獲得。なお、連覇がかかっていた世界選手権は欠場した。
2019年9月18日、競技からの引退を発表した。

## 人物
- 2010年10月、自伝を出版[8]。
- 2011年11月より、トヨタ自動車・アルファードのテレビCMに出演している[9]。

## 主な戦績

### 2006-2007シーズンから
| 大会/年              | 2006-07 | 2007-08 | 2008-09 | 2009-10 | 2010-11  | 2011-12 | 2012-13 | 2013-14 | 2016-17 | 2017-18 |
| -------------------- | ------- | ------- | ------- | ------- | -------- | ------- | ------- | ------- | ------- | ------- |
| 冬季オリンピック     |         |         |         | 1       |          |         |         | 2       |         | 1       |
| 世界選手権           | 6       | 2       | 3       | 1       | 2        | 1       | 2       |         | 1       |         |
| 四大陸選手権         | 3       | 1       | 2       |         | 途中棄権 | 1       | 2       |         | 1       |         |
| 世界国別対抗戦       |         |         | T2 / P2 |         |          | T3 / P2 |         |         |         |         |
| カナダ選手権         | 2       | 1       | 1       | 1       |          | 1       | 1       | 1       | 1       |         |
| GPファイナル         |         | 4       |         | 2       |          | 2       | 2       | 2       | 1       | 2       |
| GP NHK杯             |         | 2       |         |         |          |         |         |         | 1       | 1       |
| GPスケートカナダ     | 2       | 1       |         | 1       |          | 1       | 1       | 1       | 1       | 1       |
| GPエリック杯         | 4       |         |         | 1       |          | 1       |         | 1       |         |         |
| GPロステレコム杯     |         |         |         |         |          |         | 1       |         |         |         |
| CSオータムクラシック |         |         |         |         |          |         |         |         | 1       | 1       |
| フィンランディア杯   |         |         |         |         |          | 1       |         | 1       |         |         |

### 2005-2006シーズンまで
| 大会/年           | 2003-04 | 2004-05 | 2005-06 |
| ----------------- | ------- | ------- | ------- |
| 四大陸選手権      |         |         | 3       |
| カナダ選手権      | 1 J     | 4       | 3       |
| 世界Jr.選手権     | 11      | 2       | 1       |
| JGPファイナル     |         | 2       | 1       |
| JGPモントリオール |         |         | 1       |
| JGPアンドラ       |         |         | 1       |
| JGPハルビン       |         | 1       |         |
| JGPクールシュベル |         | 2       |         |
| JGPクロアチア     | 4       |         |         |
| JGPスロバキア     | 6       |         |         |

- J = ジュニアクラス

### 詳細
| 2017-2018 シーズン    |                                                               |         |          |          |
| 開催日                | 大会名                                                        | SD      | FD       | 結果     |
| 2018年2月9日 - 25日   | 平昌オリンピック（平昌）                                      | 1 83.67 | 2 122.40 | 1 205.28 |
| 2018年1月9日 - 15日   | カナダフィギュアスケート選手権（バンクーバー）                | 1 85.12 | 1 124.70 | 1 209.82 |
| 2017年12月7日 - 10日  | 2017/2018 ISUグランプリファイナル（名古屋）                   | 2 81.53 | 2 118.33 | 2 199.86 |
| 2017年11月10日 - 12日 | ISUグランプリシリーズNHK杯（大阪）                            | 1 80.92 | 1 117.72 | 1 198.64 |
| 2017年10月27日 - 29日 | ISUグランプリシリーズスケートカナダ（レジャイナ）             | 1 82.68 | 1 117.18 | 1 199.86 |
| 2017年9月20日 - 23日  | ISUチャレンジャーシリーズオータムクラシック（ピエールフォン） | 1 79.96 | 1 115.80 | 1 195.76 |

| 2016-2017 シーズン      |                                                                |         |          |          |
| 開催日                  | 大会名                                                         | SD      | FD       | 結果     |
| 2017年3月27日 - 4月2日  | 2017年世界フィギュアスケート選手権（ヘルシンキ）               | 1 82.43 | 2 116.19 | 1 198.62 |
| 2017年2月14日 - 19日    | 2017年四大陸フィギュアスケート選手権（江陵）                   | 1 79.75 | 1 117.20 | 1 196.95 |
| 2017年1月16日 - 22日    | カナダフィギュアスケート選手権（オタワ）                       | 1 84.36 | 1 119.09 | 1 203.45 |
| 2016年12月8日 - 11日    | 2016/2017 ISUグランプリファイナル（マルセイユ）                | 1 80.50 | 1 116.72 | 1 197.22 |
| 2016年11月25日 - 27日   | ISUグランプリシリーズ NHK杯（札幌）                            | 1 79.47 | 1 116.37 | 1 195.84 |
| 2016年10月27日 - 30日   | ISUグランプリシリーズ スケートカナダ（ミシサガ）               | 1 77.23 | 2 111.83 | 1 189.06 |
| 2016年9月29日 - 10月1日 | ISUチャレンジャーシリーズ オータムクラシック（ピエールフォン） | 1 77.72 | 1 111.48 | 1 189.20 |

| 2013-2014 シーズン    |                                                      |         |          |          |
| 開催日                | 大会名                                               | SD      | FD       | 結果     |
| 2014年2月6日 - 22日   | ソチオリンピック（ソチ）                             | 2 76.33 | 2 114.66 | 2 190.99 |
| 2014年2月6日 - 22日   | ソチオリンピック 団体戦（ソチ）                      | 2 72.98 | 2 107.56 | 2 団体   |
| 2014年1月9日 - 15日   | カナダフィギュアスケート選手権（オタワ）             | 1 76.16 | 1 117.87 | 1 194.03 |
| 2013年12月5日 - 8日   | 2013/2014 ISUグランプリファイナル（福岡）            | 2 77.59 | 2 112.41 | 2 190.00 |
| 2013年11月15日 - 17日 | ISUグランプリシリーズ エリックボンパール杯（パリ）   | 1 75.31 | 1 105.65 | 1 180.96 |
| 2013年10月25日 - 27日 | ISUグランプリシリーズ スケートカナダ（セントジョン） | 1 73.15 | 1 107.88 | 1 181.03 |
| 2013年10月4日 - 6日   | 2013年フィンランディア杯（エスポー）                 | 1 67.23 | 1 100.64 | 1 167.87 |

| 2012-2013 シーズン    |                                                    |         |          |          |
| 開催日                | 大会名                                             | SD      | FD       | 結果     |
| 2013年3月10日 - 17日  | 2013年世界フィギュアスケート選手権（ロンドン）     | 2 73.87 | 2 111.17 | 2 185.04 |
| 2013年2月6日 - 11日   | 2013年四大陸フィギュアスケート選手権（大阪）       | 1 75.12 | 2 109.20 | 2 184.32 |
| 2013年1月13日 - 20日  | カナダフィギュアスケート選手権（ミシサガ）         | 1 79.04 | 1 108.19 | 1 187.23 |
| 2012年12月6日 - 9日   | 2012/2013 ISUグランプリファイナル（ソチ）          | 2 71.27 | 2 108.56 | 2 179.83 |
| 2012年11月9日 - 11日  | ISUグランプリシリーズ ロステレコム杯（モスクワ）   | 1 70.65 | 1 103.34 | 1 173.99 |
| 2012年10月26日 - 28日 | ISUグランプリシリーズ スケートカナダ（ウィンザー） | 1 65.09 | 1 104.32 | 1 169.41 |

| 2011-2012 シーズン    |                                                              |         |          |          |
| 開催日                | 大会名                                                       | SD      | FD       | 結果     |
| 2012年4月19日 - 22日  | 2012年世界フィギュアスケート国別対抗戦（東京）               | 2 69.93 | 2 107.83 | 2 177.76 |
| 2012年2月9日 - 12日   | 2012年四大陸フィギュアスケート選手権（コロラドスプリングス） | 2 71.60 | 1 111.24 | 1 182.84 |
| 2012年1月16日 - 22日  | カナダフィギュアスケート選手権（モンクトン）                 | 1 68.41 | 1 111.61 | 1 180.02 |
| 2011年12月8日 - 11日  | 2011/2012 ISUグランプリファイナル（ケベック・シティー）      | 2 71.01 | 1 112.83 | 2 183.84 |
| 2011年11月18日 - 20日 | ISUグランプリシリーズ エリック・ボンパール杯（パリ）         | 1 71.18 | 1 105.75 | 1 176.93 |
| 2011年10月28日 - 30日 | ISUグランプリシリーズ スケートカナダ（ミシサガ）             | 1 71.61 | 1 106.73 | 1 178.34 |
| 2011年10月6日 - 9日   | 2011年フィンランディア杯（ヴァンター）                       | 1 68.74 | 1 101.59 | 1 170.33 |

| 2010-2011 シーズン     |                                                |         |          |          |
| 開催日                 | 大会名                                         | SD      | FD       | 結果     |
| 2011年4月24日 - 5月1日 | 2011年世界フィギュアスケート選手権（モスクワ） | 1 74.29 | 2 107.50 | 2 181.79 |
| 2011年2月15日 - 20日   | 2011年四大陸フィギュアスケート選手権（台北）   | 1 69.40 | -        | 途中棄権 |

| 2009-2010 シーズン  |                                                      |         |         |          |          |
| 開催日              | 大会名                                               | CD      | OD      | FD       | 結果     |
| 2010年3月22日-28日  | 2010年世界フィギュアスケート選手権（トリノ）         | 1 44.13 | 1 70.27 | 2 110.03 | 1 224.43 |
| 2010年2月12日-28日  | バンクーバーオリンピック（バンクーバー）             | 2 42.74 | 1 68.41 | 1 110.42 | 1 221.57 |
| 2010年1月11日-17日  | カナダフィギュアスケート選手権（ロンドン）           | 1 43.98 | 1 70.15 | 1 107.82 | 1 221.95 |
| 2009年12月3日-6日   | 2009/2010 ISUグランプリファイナル（東京）            | -       | 2 64.01 | 1 104.21 | 2 168.22 |
| 2009年11月19日-22日 | ISUグランプリシリーズ スケートカナダ（キッチナー）   | 1 40.69 | 1 60.57 | 1 103.12 | 1 204.38 |
| 2009年10月15日-18日 | ISUグランプリシリーズ エリック・ボンパール杯（パリ） | 1 38.41 | 1 61.91 | 1 95.73  | 1 197.71 |

| 2008-2009 シーズン |                                                      |         |         |         |          |
| 開催日             | 大会名                                               | CD      | OD      | FD      | 結果     |
| 2009年4月16日-19日 | 2009年世界フィギュアスケート国別対抗戦（東京）       | -       | 2 60.98 | 2 95.73 | 2 156.71 |
| 2009年3月23日-29日 | 2009年世界フィギュアスケート選手権（ロサンゼルス）   | 3 39.37 | 6 61.05 | 4 99.98 | 3 200.40 |
| 2009年2月2日-8日   | 2009年四大陸フィギュアスケート選手権（バンクーバー） | 1 36.40 | 1 60.90 | 2 94.51 | 2 191.81 |
| 2009年1月14日-18日 | カナダフィギュアスケート選手権（サスカトゥーン）     | 1 39.33 | 1 63.76 | 1 94.68 | 1 197.77 |

| 2007-2008 シーズン     |                                                        |         |         |          |          |
| 開催日                 | 大会名                                                 | CD      | OD      | FD       | 結果     |
| 2008年3月17日-23日     | 2008年世界フィギュアスケート選手権（ヨーテボリ）       | 2 38.71 | 3 64.81 | 1 105.28 | 2 208.80 |
| 2008年2月11日-17日     | 2008年四大陸フィギュアスケート選手権（高陽）           | 1 38.22 | 1 65.02 | 1 104.08 | 1 207.32 |
| 2008年1月16日-20日     | カナダフィギュアスケート選手権（バンクーバー）         | 1 40.04 | 1 65.29 | 1 103.76 | 1 209.09 |
| 2007年12月13日-16日    | 2007/2008 ISUグランプリファイナル（トリノ）            | -       | 4 61.14 | 4 98.26  | 4 159.40 |
| 2007年11月29日-12月2日 | ISUグランプリシリーズ NHK杯（仙台）                    | 2 34.67 | 1 62.04 | 1 100.18 | 2 196.89 |
| 2007年11月1日-4日      | ISUグランプリシリーズ スケートカナダ（ケベックシティ） | 1 36.25 | 1 61.20 | 1 99.62  | 1 197.07 |

| 2006-2007 シーズン  |                                                              |         |         |         |          |
| 開催日              | 大会名                                                       | CD      | OD      | FD      | 結果     |
| 2007年3月19日-25日  | 2007年世界フィギュアスケート選手権（東京）                   | 9 31.45 | 6 57.11 | 6 95.38 | 6 183.94 |
| 2007年2月5日-11日   | 2007年四大陸フィギュアスケート選手権（コロラドスプリングス） | 4 33.41 | 3 57.49 | 3 93.99 | 3 184.89 |
| 2007年1月15日-21日  | カナダフィギュアスケート選手権（ハリファックス）             | 2 34.98 | 2 59.71 | 2 94.80 | 2 189.49 |
| 2006年11月16日-19日 | ISUグランプリシリーズ エリック・ボンパール杯（パリ）         | 5 31.29 | 8 45.08 | 4 83.75 | 4 160.12 |
| 2006年11月2日-5日   | ISUグランプリシリーズ スケートカナダ（ビクトリア）           | 3 29.51 | 2 54.12 | 3 88.29 | 2 171.92 |

| 2005-2006 シーズン  |                                                              |         |         |         |          |
| 開催日              | 大会名                                                       | CD      | OD      | FD      | 結果     |
| 2006年3月6日-12日   | 2006年世界ジュニアフィギュアスケート選手権（リュブリャナ）   | 1 34.88 | 1 55.13 | 1 82.56 | 1 172.57 |
| 2006年1月23日-28日  | 2006年四大陸フィギュアスケート選手権（コロラドスプリングス） | 3 30.79 | 3 52.50 | 3 85.37 | 3 168.66 |
| 2006年1月9日-15日   | カナダフィギュアスケート選手権（オタワ）                     | 3 32.96 | 2 57.39 | 2 94.53 | 3 184.88 |
| 2005年12月24日-27日 | 2005/2006 ISUジュニアグランプリファイナル（オストラヴァ）    | 1 34.41 | 1 54.48 | 1 79.58 | 1 168.47 |
| 2005年9月22日-25日  | ISUジュニアグランプリ モントリオール（モントリオール）       | 1 33.30 | 1 55.55 | 1 80.21 | 1 169.06 |
| 2005年9月8日-11日   | ISUジュニアグランプリ アンドラ杯（カニーリョ）               | 1 36.15 | 1 59.72 | 1 84.24 | 1 180.11 |

| 2004-2005 シーズン   |                                                            |         |         |         |          |
| 開催日               | 大会名                                                     | CD      | OD      | FD      | 結果     |
| 2005年2月28日-3月6日 | 2005年世界ジュニアフィギュアスケート選手権（キッチナー）   | 2 36.91 | 2 58.33 | 2 88.18 | 2 183.42 |
| 2005年1月17日-23日   | カナダフィギュアスケート選手権（ロンドン）                 | 4 32.35 | 4 56.33 | 3 95.67 | 4 184.35 |
| 2004年12月2日-5日    | 2004/2005 ISUジュニアグランプリファイナル（ヘルシンキ）    | 2 34.66 | 2 52.51 | 1 82.29 | 2 169.46 |
| 2004年9月16日-19日   | ISUジュニアグランプリ ハルビン（ハルビン）                 | 1 36.11 | 1 52.47 | 1 80.74 | 1 169.32 |
| 2004年8月26日-29日   | ISUジュニアグランプリ クールシュヴェル（クールシュヴェル） | 2 34.64 | 2 48.51 | 1 78.00 | 2 161.15 |

| 2003-2004 シーズン   |                                                            |    |    |    |      |
| 開催日               | 大会名                                                     | CD | OD | FD | 結果 |
| 2004年2月29日-3月7日 | 2004年世界ジュニアフィギュアスケート選手権（ハーグ）       | 7  | 7  | 12 | 11   |
| 2003年10月22日-26日  | ISUジュニアグランプリ クロアチア杯（ザグレブ）             | 5  | 5  | 4  | 4    |
| 2003年9月18日-21日   | ISUジュニアグランプリ スケートスロバキア（ブラチスラヴァ） | 8  | 7  | 5  | 6    |

## プログラム使用曲
| シーズン  | SD | FD | EX |
| --------- | --- | --- | --- |
| 2017-2018 | サンバ：悪魔を憐れむ歌 曲：ローリング・ストーン ルンバ：ホテル・カリフォルニア 曲：イーグルス                                                                 | 映画『 ムーランルージュ』より 曲：クレイグ・アームストロング | ロング・タイム・ランニング 曲：トラジカリー・ヒップ |
| 2016-2017 | ヒップホップ：KISS ブルース：ファイブ・ウーマン ブルース/ロック：パープル・レイン 曲：プリンス                                                                | Pilgrims on a Long Journey 曲：クール・ドゥ・ピラート Shadows 作曲：カール・ヒューゴ Latch アコースティックバージョン 曲：ディスクロージャー feat. サム・スミス | Sorry 曲：ジャスティン・ビーバー |
| 2013-2014 | フォックストロット：わたしを夢見て クイックステップ：マスクラット・ランブル フォックストロット：頬よせて 曲：ルイ・アームストロング、エラ・フィッツジェラルド | バレエ『四季』より 作曲：アレクサンドル・グラズノフ ピアノ協奏曲嬰ヘ短調 作品20 作曲：アレクサンドル・スクリャービン                                            | ステイ 曲：リアーナ ft.ミッキー・エッコ |
| 2012-2013 | ワルツ：And The Waltz Goes On 作曲：アンソニー・ホプキンス | カルメン組曲 編曲：ロディオン・シチェドリン | ハレルヤ ボーカル：ジェフ・バックリィ |
| 2011-2012 | サンバ：Hip Hip Chin Chin 曲：クラブ・ド・ベルーガ ルンバ：Temptation ボーカル：ダイアナ・クラール サンバ：Mujer Latina ボーカル：タリア                      | 映画『パリの恋人』サウンドトラックより 作曲：アドルフ・ドイチュ、ジョージ・ガーシュウィン                                                                       | 抱きしめたい 作曲：ジョン・レノン、ポール・マッカートニー ボーカル：T・V・カーピオAin't No Mountain High Enough ボーカル：マーヴィン・ゲイ、タミー・テレル |
| 2010-2011 | タンゴ：Schenkst du beim Tango mir dein Herz by Dajus Bela ワルツ：Nights and Days by Waldemar Kazanelki                                                      | Hip Hip Chin Chin 曲：クラブ・ド・ベルーガ Temptation ボーカル：ダイアナ・クラール Mujer Latina ボーカル：タリア                                                | 抱きしめたい 曲：ビートルズ ボーカル：T. V. Carpio |
| 2009-2010 | スパニッシュフラメンコ：ファルカス 作曲：ペペ・ロメロ | 交響曲第5番 作曲：グスタフ・マーラー 編曲：ライナー・シュテーツァー                                                                                             | Everybody Dance Now by C & C Music Factory |
| 2008-2009 | チャールストン：Won't You Charleston with Me? ミュージカル『The Boyfriend』より                                                                               | 虚空のスキャット マネー 曲：ピンク・フロイド | Jack and Diane 曲：ジョン・メレンキャンプ |
| 2007-2008 | ロシア民謡：黒い瞳 | 映画『シェルブールの雨傘』サウンドトラックより 作曲：ミシェル・ルグラン                                                                                         | 一晩中でも踊れたのに ミュージカル『マイ・フェア・レディ』より ボーカル：ジェイミー・カラムDare You To Move 曲：スウィッチフット                            |
| 2006-2007 | Building the Bullet 映画『アサシネーションタンゴ』より 作曲：ルイス・バカロフ                                                                                 | 悲しきワルツ 作曲：ジャン・シベリウス | Black Magic Woman 曲：サンタナテネシーワルツ ボーカル：ホリー・コール・トリオ                                                                              |
| 2005-2006 | ルンバ：Beautiful Maria 映画『マンボ・キングス/わが心のマリア』より マンボ：Do You Only Wanna Dance 演奏：フリオ・ダヴィエル・ビッグ・バンド                  | マラゲーニャ 演奏：ラウル・ディ・ブラシオ | No Me Ames ボーカル：ジェニファー・ロペス、マーク・アンソニーEverybody Dance Now by C & C Music Factory                                                    |
| 2004-2005 | スローフォックストロット：Call Me Irresponsible ボーカル：ボビー・ダーリン クイックステップ：踊るリッツの夜                                                   | アディオス・ノニーノ 作曲：アストル・ピアソラ | Everybody Dance Now by C & C Music Factory |
| 2003-2004 | ブルース：Tears On My Pillows ボーカル：リトル・アンソニー ロックンロール：トゥッティフルッティ ボーカル：リトル・リチャード                                  | ロシア音楽メドレー 作曲：ヨハン・クリスティアン・バッハ | ブルース：Tears On My Pillows ボーカル：リトル・アンソニー ロックンロール：トゥッティフルッティ ボーカル：リトル・リチャード                               |
| 2002-2003 | Les Poissons Concerto Sopra Motivi dell'Opera 作曲：ヨハン・クリスティアン・バッハ                                                                            | Magaienha 曲：セルジオ・メンデス Eres Todo En Mi ボーカル：アナ・ガブリエル Tres Deseos ボーカル：グロリア・エステファン                                        | |

## CM
- トヨタ自動車「アルファード」